# Transfobie
Transfobia se referă la o aversiune sau ură față de transsexualitate și de persoane transsexuale sau transgen. Este o formă de discriminare pe baza identității de gen. Ca și rasismul și homofobia, transfobia poate avea consecințe nefaste pentru persoana față de care este manifestată. Multe persoane transgen sunt de asemenea afectate de homofobie, din cauza faptului că foarte multi confunda identitatea de gen cu identitatea sexuala (confuzie între categoriile LGBT, între care se încadrează transgenul, și homosexualitate). Transfobia poate să fie directă (insulte sau atacuri la adresa persoanelor de transgen) sau indirectă (refuzul de lua măsuri pentru tratementul egal între persoanele transgen și cisgen). Transfobia poate fi internalizata de persoanele transgen, persoanele transgen sau neconformiste genului care internalizaează transfobia ajung sa își reprime identitatea de gen sau să și-o nege. Această internalizare apare datorita atitudinilor negative ale societații asupra indiviziilor transgen și datorită stereotipurilor de gen încurajate de societate. Internalizarea transfobiei poate duce și la stari de anxietate sau depresie.